# Stard Ova
Stard Ova (* 5. Oktober 1991, bürgerlich Boris Fleck) ist ein deutscher Musikproduzent und Songwriter aus Urexweiler, der auch unter den Pseudonymen Phleck und Phlack aktiv war und Mitgründer des Plattenlabels und Musikverlages PMR Music GmbH ist. Bekanntheit im deutschsprachigen Raum erlangte er insbesondere durch seine Produktionen in Zusammenarbeit mit dem Rapper Kay One und mit einigen Webvideoproduzenten auf YouTube.

## Biografie
Boris Fleck arbeitete vor seiner Musikproduzententätigkeit als Mediengestalter für bigFM Saarland. Er war an der Produktion von drei Songs des Albums Geben & Nehmen des Rappers Nyze beteiligt. Erste Erfolge gelangen ihm 2012 durch Zusammenarbeit mit den Schweizer Musikern Patrick Miller und Mr. Da-Nos, darunter als Songwriter mit dem Hit Dancing in London, der sich in den deutschen, österreichischen und Schweizer Charts platzierte. 2015 arbeitete erstmals mit Kay One zusammen und produzierte einige Songs auf dessen Album J.G.U.D.Z.S. – Jung genug um drauf zu scheissen. Das Album erreichte Top-10-Platzierungen in Deutschland und Österreich sowie Platz eins in der Schweiz.
Der Durchbruch als Produzent gelang Stard Ova im Jahr 2017, als er die Hits Louis Louis, eine Coverversion des Songs Brother Louie von Modern Talking und Señorita von Kay One schrieb beziehungsweise produzierte. Während Louis Louis die Top 10 der deutschen Singlecharts erreichte und mit Platin ausgezeichnet wurde, erreichte Señorita Nummer-eins-Platzierungen in Deutschland sowie Österreich. In Deutschland erreichte die Single mit über einer Million verkaufter Einheiten Diamant-Status, womit Señorita zu den meistverkauften Singles in Deutschland zählt. Das Stück wurde als Sommerhit mehrfach mit dem Anfang des Jahres erschienenen Despacito von Luis Fonsi verglichen. Mit Doggy produzierte Stard Ova die im November 2017 erschienene erste Single der Webvideoproduzentin Katja Krasavice. Diese stieg Anfang Dezember in die Top 10 der deutschen und österreichischen Charts ein und das Musikvideo erreichte auf YouTube innerhalb eines Tages drei Millionen Aufrufe. 2018 zeigte er sich auch als Produzent ihrer folgenden Singles Dicke Lippen und Sex Tape verantwortlich, welche an diesen Erfolg anschließen konnten, erstere wurde zudem ein Nummer-eins-Hit in Österreich. Nach den Erfolgen mit Kay One war Stard Ova für die Produktion des gesamten im September veröffentlichten Albums Makers Gonna Make zuständig. Im Webvideobereich war er auch als Produzent für Leon Machère tätig, der mit Copacabana im August in die deutschsprachigen Charts einstieg und in die Top 20 in Deutschland und Österreich rückte. Das dazugehörige Video wurde auf YouTube mittlerweile über 100 Millionen Mal aufgerufen.

## Diskografie

### Singles
- 2013: Gamer (feat. Jene)
- 2013: Rockstar Love (feat. Joe Bind)
- 2015: Galaxy Riders (feat. Dante Thomas & Joe Bind)
- 2022: Excuse Me (Wir Haben 2022) (mit Linnea Sky)

### Autorenbeteiligungen und Produktionen
| Jahr | Titel Interpret                                          | Höchstplatzierung, Gesamtwochen, AuszeichnungChartplatzierungen (Jahr, Titel, Interpret, Platzierungen, Wochen, Auszeichnungen, Anmerkungen) | Höchstplatzierung, Gesamtwochen, AuszeichnungChartplatzierungen (Jahr, Titel, Interpret, Platzierungen, Wochen, Auszeichnungen, Anmerkungen) | Höchstplatzierung, Gesamtwochen, AuszeichnungChartplatzierungen (Jahr, Titel, Interpret, Platzierungen, Wochen, Auszeichnungen, Anmerkungen) | Anmerkungen                                                   |
| Jahr | Titel Interpret                                          | DE | AT | CH | Anmerkungen                                                   |
| ---- | -------------------------------------------------------- | --- | --- | --- | ------------------------------------------------------------- |
| 2012 | Dancing in London Patrick Miller                         | DE25 (12 Wo.)DE | AT28 (6 Wo.)AT | CH13 (12 Wo.)CH | Erstveröffentlichung: 15. Juni 2012                           |
| 2012 | Las Vegas Mr. Da-Nos feat. Snipa                         | — | — | CH51 (2 Wo.)CH | Erstveröffentlichung: 17. August 2012                         |
| 2013 | Outta Control Mr. Da-Nos feat. Ellyland                  | — | — | CH62 (1 Wo.)CH | Erstveröffentlichung: 5. Juli 2013                            |
| 2017 | Louis Louis Kay One                                      | DE9 Platin · (19 Wo.)DE | AT16 (15 Wo.)AT | CH58 (8 Wo.)CH | Erstveröffentlichung: 19. Mai 2017 Verkäufe: + 400.000        |
| 2017 | Señorita Kay One feat. Pietro Lombardi                   | DE1 Diamant · (44 Wo.)DE | AT1 (26 Wo.)AT | CH7 (19 Wo.)CH | Erstveröffentlichung: 8. September 2017 Verkäufe: + 1.000.000 |
| 2017 | Doggy Katja Krasavice                                    | DE7 (5 Wo.)DE | AT5 (3 Wo.)AT | CH26 (1 Wo.)CH | Erstveröffentlichung: 24. November 2017                       |
| 2018 | Dicke Lippen Katja Krasavice                             | DE4 (2 Wo.)DE | AT1 (2 Wo.)AT | CH12 (1 Wo.)CH | Erstveröffentlichung: 6. April 2018                           |
| 2018 | Netflix & Chill Kay One feat. Mike Singer                | DE11 (8 Wo.)DE | AT15 (4 Wo.)AT | CH54 (1 Wo.)CH | Erstveröffentlichung: 25. Mai 2018                            |
| 2018 | Copacabana Leon Machère                                  | DE13 Platin · (41 Wo.)DE | AT18 (19 Wo.)AT | CH80 (1 Wo.)CH | Erstveröffentlichung: 27. Juli 2018 Verkäufe: + 400.000       |
| 2018 | Sex Tape Katja Krasavice                                 | DE6 (7 Wo.)DE | AT7 (4 Wo.)AT | CH41 (1 Wo.)CH | Erstveröffentlichung: 10. August 2018                         |
| 2018 | Es tut mir leid Kay One                                  | DE52 (1 Wo.)DE | AT50 (1 Wo.)AT | CH92 (1 Wo.)CH | Erstveröffentlichung: 31. August 2018                         |
| 2019 | Portofino Leon Machère & Kay One feat. Tilly             | DE18 (7 Wo.)DE | AT25 (3 Wo.)AT | CH68 (1 Wo.)CH | Erstveröffentlichung: 28. Juni 2019                           |
| 2019 | Macarena Pietro Lombardi                                 | DE3 (5 Wo.)DE | AT6 (3 Wo.)AT | CH6 (1 Wo.)CH | Erstveröffentlichung: 2. August 2019                          |
| 2020 | Cinderella Pietro Lombardi                               | DE4 (10 Wo.)DE | AT11 (7 Wo.)AT | CH21 (4 Wo.)CH | Erstveröffentlichung: 17. Juli 2020                           |
| 2020 | Bachata Kay One feat. Cristobal                          | DE40 (3 Wo.)DE | — | CH81 (3 Wo.)CH | Erstveröffentlichung: 28. August 2020                         |
| 2022 | Du gehst nicht aus meinem Kopf Kay One feat. Mike Singer | DE88 (1 Wo.)DE | — | — | Erstveröffentlichung: 29. April 2022                          |
| 2023 | Dorfkinder Finnel                                        | DE12 Gold · (34 Wo.)DE | AT33 (15 Wo.)AT | — | Erstveröffentlichung: 21. Juli 2023                           |

Weitere Autorenbeteiligungen und Produktionen (Auswahl)
- 2012: Shake that Booty (Flava and Stevenson feat. Blackstone)
- 2017: Take Your Time (Rose May Alaba)[13]
- 2019: Bruder muss los (Leon Machère, ApoRed)
- 2020: Venezuela (Leon Machère feat. Wanja)